# Baron Wilmington
Baron Wilmington, of Wilmington in the County of Sussex, ist ein erblicher britischer Adelstitel, der je einmal in der Peerage of Great Britain und in der Peerage of the United Kingdom geschaffen wurde.

## Verleihung und nachgeordnete Titel
Die erste Verleihung erfolgte am 8. Januar 1728 in der Peerage of Great Britain für den Unterhausabgeordneten und späteren Premierminister Sir Spencer Compton geschaffen. Am 14. Mai 1730 wurde er zudem zum Earl of Wilmington und Viscount Pevensey erhoben. Die Titel erloschen als er am 2. Juli 1743 unverheiratet und kinderlos starb.
In zweiter Verleihung wurde der Titel am 7. September 1812 in der Peerage of the United Kingdom für Charles Compton, 9. Earl of Northampton, neu geschaffen, zusammen mit den übergeordneten Titeln Marquess of Northampton und Earl Compton. Bereits 1796 hatte er den Titel Earl of Northampton geerbt, der 1618 in der Peerage of England geschaffen worden war. Heute hat sein Nachfahre Spencer Compton als 7. Marquess und 7. Baron, den Titel inne.

## Liste der Barone Wilmington

### Barone Wilmington, erste Verleihung (1728)
- Spencer Compton, 1. Earl of Wilmington, 1. Baron Wilmington (um 1674–1743)

### Barone Wilmington, zweite Verleihung (1812)
- Charles Compton, 1. Marquess of Northampton, 1. Baron Wilmington (1760–1828)
- Spencer Compton, 2. Marquess of Northampton, 2. Baron Wilmington (1790–1851)
- Charles Compton, 3. Marquess of Northampton, 3. Baron Wilmington (1816–1877)
- William Compton, 4. Marquess of Northampton, 4. Baron Wilmington (1818–1897)
- William Compton, 5. Marquess of Northampton, 5. Baron Wilmington (1851–1913)
- William Compton, 6. Marquess of Northampton, 6. Baron Wilmington (1885–1978)
- Spencer Compton, 7. Marquess of Northampton, 7. Baron Wilmington (* 1946)

Voraussichtlicher Titelerbe (Heir apparent) ist der einzige Sohn des aktuellen Titelinhabers, Daniel Compton, Earl Compton (* 1973).